# Десетар
Десетар је у Војсци Србије други војнички чин за професионалне војнике. Осим у Копненој војсци и Ваздухопловству и противваздушној одбрани користи се и у Речној флотили Војске Србије.
У српској и југословенској војсци као и у многим армијама света најближи војнички чин који би одговарао чину десетара био је и јесте чин одмах испод ранга каплара.
На просторима бивше Југославије није постојао све до 1. маја 1943. године када је уведен у НОВ и ПОЈ као најнижи подофицирски чин. Године 1955. у Југословенској народној армији установљен је са данашњим статусом и као такав постојао је и у Војсци Југославије и Војсци Србије и Црне Горе. 

## Галерија
- Десетар
НОВЈ и ЈА
(1943—1947)
- Десетар
ЈА
(1943—1947)
- Десетар
ЈНА, ВЈ и ВСЦГ
(1951—2006)